# X — Ten
X-Ten — десятый студийный альбом немецкой группы Blue System, выпущенный 31 октября 1994 года на лейбле BMG. Продюсером альбома выступил создатель и вокалист группы Дитер Болен.
X-Ten включает в себя 11 треков.
Альбом достиг 24-го места в немецких чартах

## История альбома
В 1994 году популярность Дитера Болена в Германии была уже не такая большая и постепенно угасала. Поэтому Дитер решил попытаться создать альбом, песни в котором будут не в жанре евро-диско, а в жанре евродэнс.
Выпуску альбома предшествовал выход сингла с возглавившей альбом песней — «Dr. Mabuse», на которую был снят видеоклип.

## Список треков
- Dr. Mabuse
- If There Is A God In Heaven
- How Will I Know
- Goodnight Marielin
- Don’t Knock Me Out
- You’ll Be My Hero
- Does Your Mother Really Know
- When You Are Lonely
- The Earth Will Move
- Don’t Stop To Dance
- Crying Game

## Позиция в чартах
| Страна   | Позиция в чартах |
| -------- | ---------------- |
| Германия | 24               |